# Шокотов Сергій Миколайович
Сергі́й Микола́йович Шо́котов (24 листопада 1913 — 25 грудня 1983) — радянський військовик, в роки Другої світової війни — розвідник 107-ї окремої розвідувальної роти 186-ї стрілецької дивізії 65-ї армії, єфрейтор, повний кавалер ордена Слави.

## Життєпис
Народився в м. Старобільське, повітовому центрі Харківської губернії Російської імперії (нині — м. Старобільськ Луганської області) в селянській родині. Українець. Закінчив 2 класи школи. Працював ковалем на Старобільському ремонтно-механічному заводі.
До лав РСЧА призваний у 1941 році. У боях німецько-радянської війни з серпня 1941 року. Воював на Західному, Калінінському, Брянському, Білоруському та 1-му Білоруському фронтах. Член ВКП(б) з 1942 року.
26 листопада 1943 року при проведенні розвідки в районі с. Нові Журавичі Рогачовського району Гомельської області (Білорусь) розвідник єфрейтор С. Шокотов знищив трьох німців і захопив їхні документи. Виніс з поля бою пораненого командира.
24 червня 1944 року єфрейтор С. Шокотов виявив слабкі місця в обороні супротивника і провів розвідувальну групу у ворожий тил. 29 червня в тилу ворога, поблизу с. Довге Биховського району Могильовської області (Білорусь), знищив трьох німців і захопив їхні документи.
4 вересня 1944 року в районі населеного пункту Ясенець-Гурне, за 12 км на південний захід від м. Вишкув (Польща), єфрейтор С. Шокотов разом з двома розвідниками закидав гранатами ручний кулемет і 8 солдатів ворога. Одним з перших форсував річку Нарев, увірвався до ворожих траншей, вогнем в упор знищив двох супротивників і захопив їхні документи.
Після демобілізації у 1945 році повернувся на батьківщину. До виходу на пенсію працював ливарником на Старобільському ремонтно-механічному заводі.

## Нагороди
Нагороджений орденами Червоної Зірки (31.01.1945), Слави 1-го (24.03.1945), 2-го (15.07.1944) та 3-го (09.12.1943) ступенів і медалями.